# Leonora Amar
Leonora Amaresco (Rio de Janeiro, 1 de março de 1926 — Rio de Janeiro, 2 de fevereiro de 2014), mais conhecida como Leonora Amar, foi uma cantora e atriz brasileira.

## O início da carreira artística
Iniciou  a carreira muito jovem, nas rádios Mayrink Veiga, Tupi e Nacional do Rio de Janeiro. Com 17 anos, em 1943, emigrou para os Estados Unidos e passou a cantar em  casas noturnas de Nova Iorque, indo em seguida para o México.

## Filmografia
| Ano  | Título                  | Personagem     |
| ---- | ----------------------- | -------------- |
| 1947 | El Desquite             | Susana Vivar   |
| 1948 | Bajo el cielo de Sonora | Oralia         |
| 1949 | Comisario en Turno      | María          |
| 1949 | El mago                 | Jeanette       |
| 1949 | Zorina                  | Zorina         |
| 1950 | Cuide a su marido       | Elena / Aurora |
| 1950 | Curvas peligrosas       | La mujer       |
| 1952 | Captain Scarlett        | Princesa Maria |
| 1952 | Veneno                  | Gina / Diana   |